# CLS2 Carpentaria
CLS2 Carpentaria är ett av fyra australienska obemannade fyrskepp som byggdes 1917–1918 på Cockatoo Island Dockyard i Sydney efter ritningar av David och Charles Stevenson från  Edinburgh i Skottland.
Fyrlyktan, som visade blixtsken på natten, eldades med acetylen och tändes och släcktes med hjälp av en solventil. Lysvidden var 10 sjömil och gastankarna rymde acetylen för sex månaders drift. Fyrskeppets klocka, som klämtade när det rörde sig i sjön, skulle varna fartygstrafiken vid dålig sikt och dimma.
CLS2 Carpentaria och systerskeppet CLS4 Carpentaria var huvudsakligen stationerade i Carpentariaviken, men gjorde också tjänst vid oljefälten i Bass sund. De bogserades på plats och låg växelvis på postionen i 6 månader följt av 6 månader i hamn för underhåll och inspekterades var tredje månad.
Fyrskeppen togs ur tjänst år 1985 och CLS2 Carpentaria överläts till Queensland Maritime Museum i Brisbane där det ligger i torrdocka och underhålls av frivilliga krafter. Systerskeppet CLS4 Carpentaria är förtöjt vid Australian National Maritime Museum i Sydney och fyrlyktan drivs med solpaneler